# Hendrik Berth

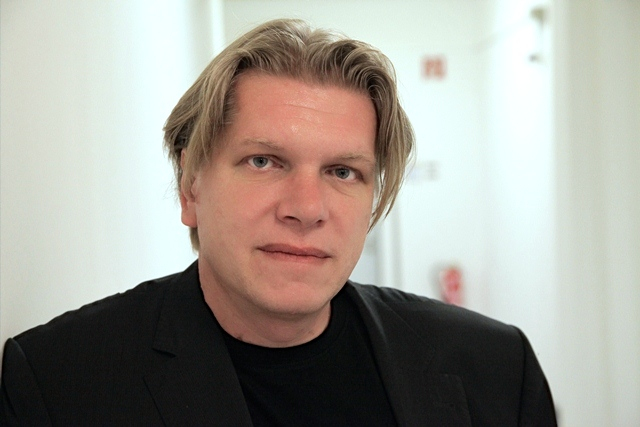
Hendrik Berth

Hendrik Berth (* 23. August 1970 in Rodewisch) ist ein deutscher Psychologe und Professor an der Medizinischen Fakultät der Technischen Universität Dresden.

## Leben
Nach dem Abitur 1989 am Goethe-Gymnasium in Reichenbach studierte Berth von 1991 bis 1996 Psychologie an der Technischen Universität Dresden. Von 1996 bis 2000 arbeitet er in Dresden als Wissenschaftlicher Mitarbeiter an der Fakultät Mathematik und Naturwissenschaften (Institut für Pädagogische Psychologie und Entwicklungspsychologie). Seit 2000 ist er wissenschaftlicher Mitarbeiter an der Medizinischen Fakultät der TU Dresden (Medizinische Psychologie und Medizinischen Soziologie/Psychosoziale Medizin und Entwicklungsneurowissenschaften). Im Jahr 2003 wurde er zum Dr. rer. medic. promoviert, 2009 folgte die Habilitation. 2015 wurde er zum außerplanmäßigen Professor ernannt. Von 2010 bis 2016 war Berth kommissarischer Leiter der Medizinischen Psychologie und Medizinische Soziologie am Universitätsklinikum Carl Gustav Carus Dresden.

## Leistungen
Forschungsschwerpunkte von Berth liegen u.  a. im Bereich der Transformationsforschung, der Inhaltsanalyse, der Psychodiagnostik, der Verarbeitung chronischer Erkrankungen, von psychosozialen Aspekte der Humangenetik, der Lehr-Lernforschung, der Psychonephrologie,  der Zahnbehandlungsangst, der präoperativen Angst, oder den Zusammenhängen von Arbeitslosigkeit und Gesundheit. Er ist einer der Leiter der Sächsischen Längsschnittstudie. Seine Forschungen wurden mehrfach ausgezeichnet u. a. mit dem Promotionspreis des Deutschen Kollegiums für Psychosomatische Medizin.

## Mitgliedschaften
Hendrik Berth ist Mitglied in der Deutschen Gesellschaft für Psychologie, der Deutschen Gesellschaft für Medizinische Psychologie, des Berufsverband Deutscher Psychologinnen und Psychologen, des Deutschen Hochschulverbands und des Verein Psychosoziale Aspekte der Humangenetik, dessen 1. Vorsitzender er seit 2016 ist.

## Schriften (Auswahl)
Berth publizierte Artikel in wissenschaftlichen Fachzeitschriften, psychologische Testverfahren, Beiträge in Sammelwerken und einige Bücher. Er ist als Gutachter für zahlreiche nationale und internationale wissenschaftliche Zeitschriften tätig, z. B. Psychotherapie Psychosomatik Medizinische Psychologie oder BioMed Central.

### Artikel in Fachzeitschriften
- Publikationsliste in PubMed

### Bücher
- H. Berth, E. Brähler, M. Zenger, Y. Stöbel-Richter (Hrsg.): 30 Jahre ostdeutsche Transformation. Sozialwissenschaftliche Ergebnisse und Perspektiven der Sächsischen Längsschnittstudie. Psychosozial-Verlag, Gießen 2020, ISBN 978-3-8379-2784-9.
- H. Berth, E. Brähler, M. Zenger, Y. Stöbel-Richter (Hrsg.): Gesichter der ostdeutschen Transformation. Die Teilnehmerinnen und Teilnehmer der Sächsischen Längsschnittstudie im Porträt. Psychosozial-Verlag, Gießen 2015, ISBN 978-3-8379-2536-4.
- H. Berth, E. Brähler, M. Zenger, Y. Stöbel-Richter (Hrsg.): Innenansichten der Transformation. 25 Jahre Sächsische Längsschnittstudie (1987 bis 2012) . Psychosozial-Verlag, Gießen 2012, ISBN 978-3-8379-2227-1.
- H. Berth, F. Balck, E. Brähler: Medizinische Psychologie und Medizinische Soziologie von A bis Z. Hogrefe, Göttingen 2008, ISBN 978-3-8017-1789-6.
- H. Berth: Das Dresdner Angstwörterbuch (DAW). Entwicklung, Validierung und Erprobung einer Computerversion der Gottschalk-Gleser-Angstskalen. VAS, Frankfurt am Main 2004, ISBN 3-88864-379-1.